# Bundesministerium für Bildung, Familie, Senioren, Frauen und Jugend
Das Bundesministerium für Bildung, Familie, Senioren, Frauen und Jugend  (BMBFSFJ) ist eine oberste Bundesbehörde der Bundesrepublik Deutschland. Sein Hauptsitz bzw. erster Dienstsitz befindet sich in Berlin, sein zweiter Dienstsitz in der Bundesstadt Bonn.

## Geschichte
Das Bundesministerium wurde zunächst 1953 unter der Bezeichnung Bundesministerium für Familienfragen gegründet. Ab 1957 kam dann der Bereich Jugend hinzu (Bundesministerium für Familien- und Jugendfragen (1957) bzw. Bundesministerium für Familie und Jugend (1963)). 1969 wurde das Bundesministerium für Gesundheit in das Bundesministerium für Familie und Jugend eingegliedert und 1991 wieder ausgegliedert (Bundesministerium für Jugend, Familie und Gesundheit (1969) bzw. Bundesministerium für Jugend, Familie, Frauen und Gesundheit (1986)). Durch die traditionelle Vergabe des Ministerpostens an eine Frau und die stereotypisch weiblichen Aufgabenfelder des Ministeriums wurde das Ministerium in dieser Zeit auch als Drei-Mädel-Haus bezeichnet. Das verbleibende Ministerium wurde in das Bundesministerium für Familie und Senioren (Hannelore Rönsch) und in das Bundesministerium für Frauen und Jugend (Angela Merkel) aufgeteilt. Seit 1994 sind diese beiden Bereiche zusammengefasst, daher ergab sich die Benennung Bundesministerium für Familie, Senioren, Frauen und Jugend. 
Im Kabinett Merz wurde der Bereich Bildung aus dem Bundesministerium für Forschung, Technologie und Raumfahrt herausgelöst und auf das Familienministerium übertragen.

## Aufgaben
Die Aufgaben lassen sich in unterschiedliche Kategorien einteilen: Bildung, Familie, Senioren, Frauen, Kinder und Jugendliche, Wohlfahrtspflege, Freiwilligendienste und bürgerschaftliches Engagement.

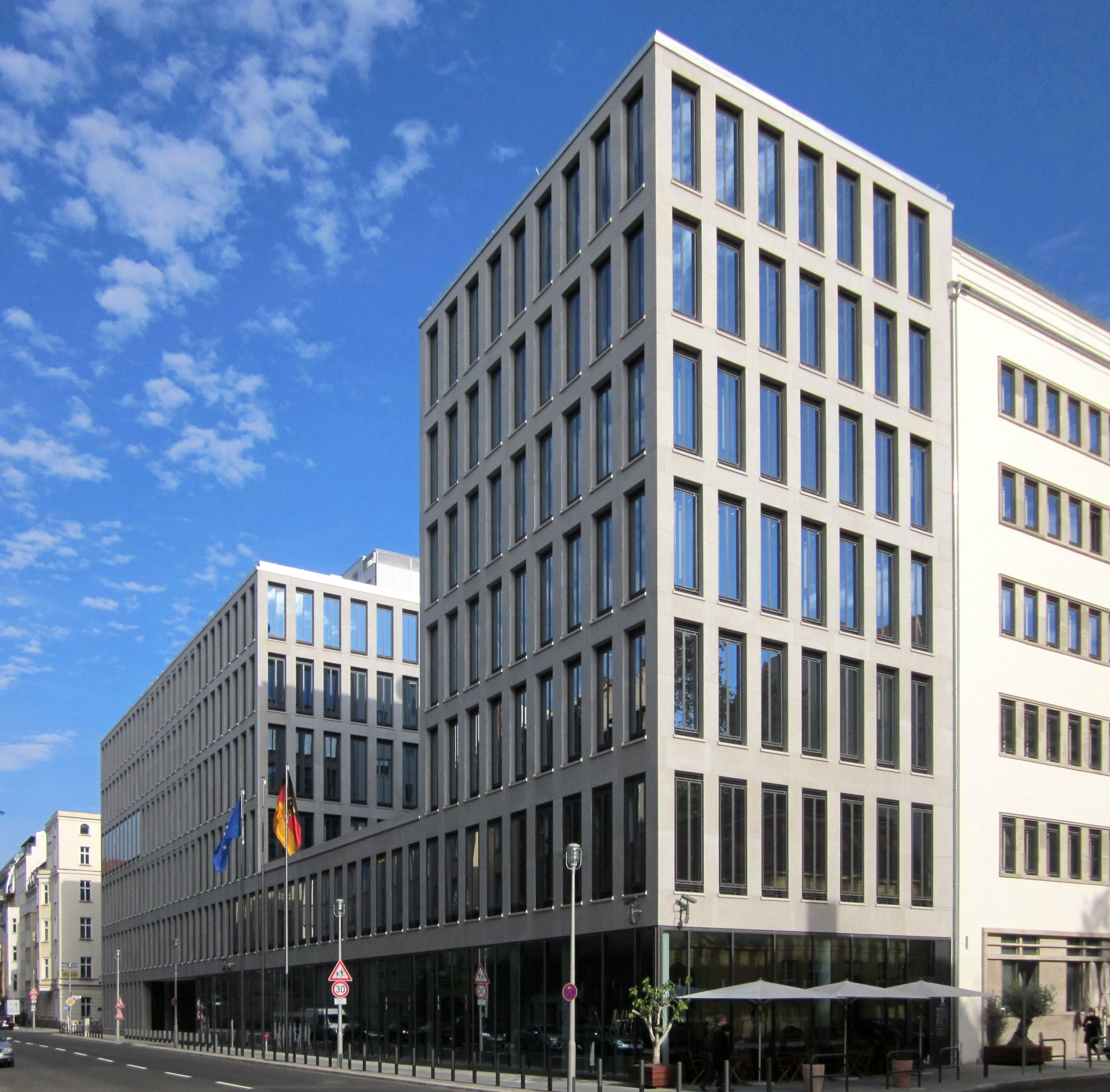
Bundesfamilienministerium, Hauptsitz Berlin

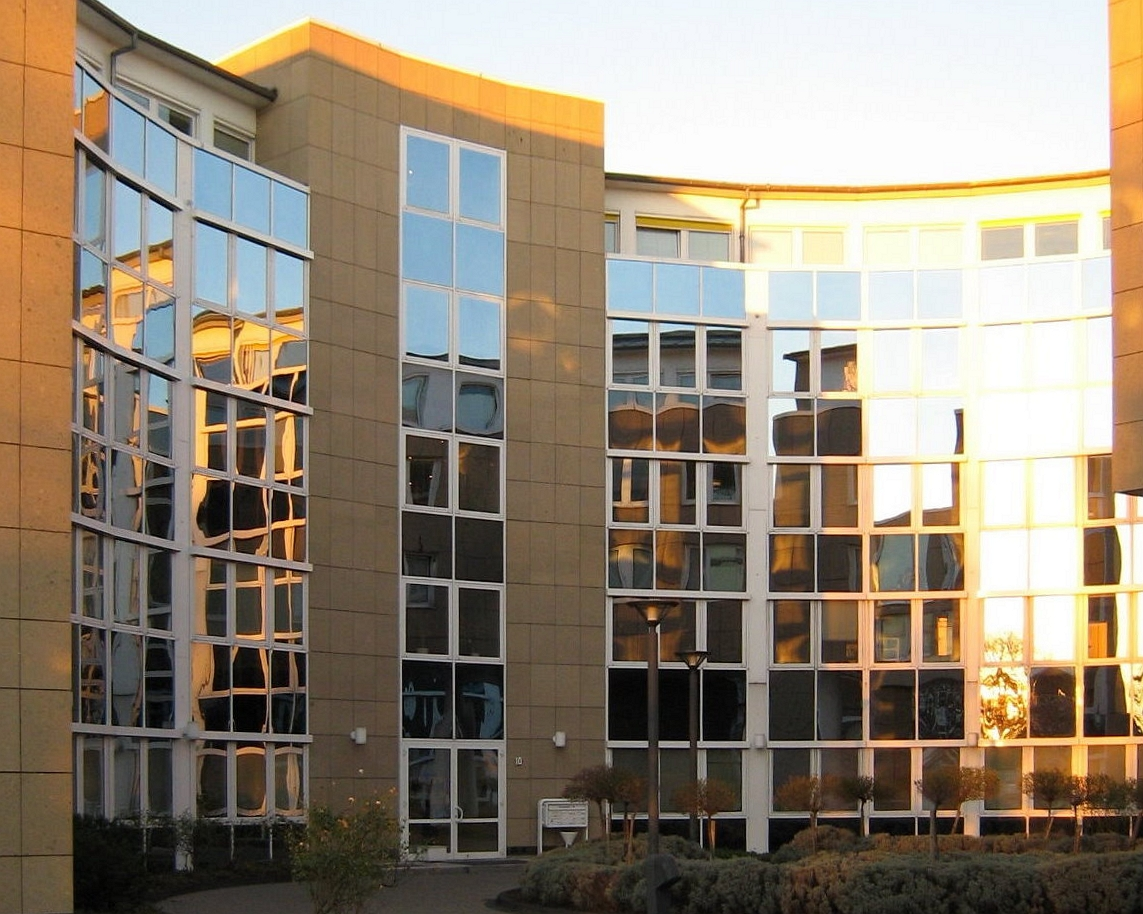
Bundesfamilienministerium, Dienstsitz Bonn

### Familienpolitik
Das Bundesfamilienministerium ist für die Familienförderung zuständig (Unterhaltsvorschuss, Mutterschutz, Elterngeld, Kindergeld), sorgt dafür, dass innerhalb der Bundesregierung die Familieninteressen berücksichtigt werden (z. B. im Steuerrecht, beim Wohngeld, in der Rentenversicherung), sorgt für bessere Bedingungen für partnerschaftliche Elternverantwortung von Vätern und Müttern (Elternzeit, familienfreundliche Arbeitswelt, Lokale Bündnisse für Familie).
Die gesellschaftlichen Bewusstseinsprozesse werden durch Modelle gefördert, unter anderem
- zur Stärkung der Rolle von Vätern
- zur gewaltfreien Erziehung
- zur Armutsprophylaxe

Außerdem fördert das Familienministerium die Träger der Familienarbeit (zum Beispiel Familienverbände, Familienbildung, Familienberatung, Familienselbsthilfe).

### Ältere Menschen
Das Bundesseniorenministerium ruft Modellprojekte zur Förderung eines selbstständigen Lebens von Senioren und zur qualitätsvollen Hilfe und Pflege im Alter ins Leben und verbessert die gesetzlichen Rahmenbedingungen zum Beispiel durch das Altenpflegegesetz und das Heimpflegegesetz. Außerdem initiiert das Seniorenministerium Forschungsvorhaben zur Verbesserung der Entscheidungsgrundlagen seniorenpolitischen Handelns angesichts des demographischen Wandels, unterstützt die europäische und internationale Zusammenarbeit auf Regierungsebene, fördert Seniorenorganisationen, die ältere Menschen bei der Wahrnehmung ihrer Interessen unterstützen.

### Gleichstellung
Das Ministerium erarbeitet Bundesgesetze zu Durchsetzung der Gleichstellung und nimmt Einfluss auf die Gesetzesvorhaben anderer Ministerien, soweit sie Frauen- oder Gleichstellungsfragen berühren. Außerdem entwickelt das Ministerium Programme und Initiativen zur Gleichstellung von Frauen in der Politik, Gesellschaft, Arbeitswelt sowie zum Abbau von Gewalt gegenüber Frauen, fördert und unterstützt die Frauenorganisationen sowie bundesweite Verbände im Gleichstellungsbereich.

### Kinder und Jugend
Das Bundesjugendministerium betreut bestehende Bundesgesetze, zum Beispiel das Achte Buch Sozialgesetzbuch (Kinder- und Jugendhilfegesetz) und das Jugendschutzgesetz, nimmt in engem Kontakt zu anderen Bundesressorts, den Ländern und Gemeinden, sowie der öffentlichen Jugendhilfe die Interessen von Kindern und Jugendlichen in allen Politikbereichen wahr. Außerdem wirkt das Bundesjugendministerium bei der Umsetzung und Weiterentwicklung der europäischen Jugendprogramme mit und beauftragt unabhängige Sachverständige, zur Information über die Lage von jungen Menschen in Deutschland und fördert entsprechende Forschungsvorhaben. Ferner ist es für den Kinder- und Jugendplan des Bundes, den zentralen, bundesweiten Fördertopf in der Kinder- und Jugendarbeit, zuständig.

### Bundesfreiwilligendienst
Das Bundesfamilienministerium betreut die Gesetzgebung zur Durchführung des Bundesfreiwilligendienstes und entwickelt Strukturen, in denen dieser staatliche Dienst bundesweit durchzuführen ist. Es übt die Fach-, Rechts- und Dienstaufsicht über das Bundesamt für Familie und zivilgesellschaftliche Aufgaben aus, dem die Heranziehung und Betreuung der Dienstleistenden ebenso obliegt wie die Anerkennung und Betreuung der Dienststellen, in denen der Bundesfreiwilligendienst abgeleistet wird. Außerdem regelt das Bundesministerium die Zusammenarbeit mit den Verbänden der freien Wohlfahrtspflege, die den größten Teil der Bundesfreiwilligendienststellen bereitstellen, und regelt u. a. die Geld- und Sachbezüge, Heilfürsorge, Unterhaltssicherung, Familienheimfahrten und Fortbildung für die Bundesfreiwilligendienstleistenden.

### Wohlfahrtspflege, bürgerschaftliches Engagement
Das Bundesministerium fördert die Arbeit der Wohlfahrtsorganisationen sowie eine Reihe sozialer Verbände und Einrichtungen auf Bundesebene, wie etwa die Beobachtungsstelle für gesellschaftspolitische Entwicklungen in Europa. Es initiierte und koordinierte für die Bundesregierung die Maßnahmen zu dem von der UN ausgerufenen Internationalen Jahr der Freiwilligen 2001 und begleitete im Jahre 2002 die Enquete-Kommission Zukunft des bürgerschaftlichen Engagements des Deutschen Bundestages, ist für die Förderung und Weiterentwicklung des freiwilligen sozialen Jahres und freiwilligen ökologischen Jahres sowie für die Ausarbeitung des Freiwilligengesetzes verantwortlich. Im Rahmen des Projekts „Empowerment zur Wohlfahrtspflege“ wurde mit den Verbänden der Deutschen Islamkonferenz auch die Initiative ins Leben gerufen, die muslimischen Gemeinden zu empowern, eigene Wohlfahrtsangebote anzubieten. Durch diese Projektförderung des Bundesfamilienministerium wurde der islamische Wohlfahrtsverband An-Nusrat e. V. im Jahr 2018 gegründet.

## Bundesminister seit 1953
| Nr.                                                                | Name                              | Lebensdaten                       | Partei                            | Beginn der Amtszeit               | Ende der Amtszeit                 | Kabinett(e)                       |
| Bundesminister für Familienfragen                                  | Bundesminister für Familienfragen | Bundesminister für Familienfragen | Bundesminister für Familienfragen | Bundesminister für Familienfragen | Bundesminister für Familienfragen | Bundesminister für Familienfragen |
| ------------------------------------------------------------------ | --------------------------------- | --------------------------------- | --------------------------------- | --------------------------------- | --------------------------------- | --------------------------------- |
| 1                                                                  | Franz-Josef Wuermeling            | 1900–1986                         | CDU                               | 20. Oktober 1953                  | 29. Oktober 1957                  | Adenauer II                       |
| Bundesminister für Familien- und Jugendfragen                      |                                   |                                   |                                   |                                   |                                   |                                   |
| 1                                                                  | Franz-Josef Wuermeling            | 1900–1986                         | CDU                               | 29. Oktober 1957                  | 13. Dezember 1962                 | Adenauer III, IV                  |
| 2                                                                  | Bruno Heck                        | 1917–1989                         | CDU                               | 14. Dezember 1962                 | 11. Oktober 1963                  | Adenauer V                        |
| Bundesminister für Familie und Jugend                              |                                   |                                   |                                   |                                   |                                   |                                   |
| 2                                                                  | Bruno Heck                        | 1917–1989                         | CDU                               | 17. Oktober 1963                  | 2. Oktober 1968                   | Erhard I, II, Kiesinger           |
| 3                                                                  | Aenne Brauksiepe                  | 1912–1997                         | CDU                               | 16. Oktober 1968                  | 21. Oktober 1969                  | Kiesinger                         |
| Bundesminister für Jugend, Familie und Gesundheit                  |                                   |                                   |                                   |                                   |                                   |                                   |
| 4                                                                  | Käte Strobel                      | 1907–1996                         | SPD                               | 22. Oktober 1969                  | 15. Dezember 1972                 | Brandt I                          |
| 5                                                                  | Katharina Focke                   | 1922–2016                         | SPD                               | 15. Dezember 1972                 | 14. Dezember 1976                 | Brandt II, Schmidt I              |
| 6                                                                  | Antje Huber                       | 1924–2015                         | SPD                               | 16. Dezember 1976                 | 28. April 1982                    | Schmidt II, III                   |
| 7                                                                  | Anke Fuchs                        | 1937–2019                         | SPD                               | 28. April 1982                    | 1. Oktober 1982                   | Schmidt III                       |
| 8                                                                  | Heiner Geißler                    | 1930–2017                         | CDU                               | 4. Oktober 1982                   | 26. September 1985                | Kohl I, II                        |
| 9                                                                  | Rita Süssmuth                     | * 1937                            | CDU                               | 26. September 1985                | 5. Juni 1986                      | Kohl II                           |
| Bundesministerin für Jugend, Familie, Frauen und Gesundheit        |                                   |                                   |                                   |                                   |                                   |                                   |
| 9                                                                  | Rita Süssmuth                     | * 1937                            | CDU                               | 6. Juni 1986                      | 9. Dezember 1988                  | Kohl III                          |
| 10                                                                 | Ursula Lehr                       | 1930–2022                         | CDU                               | 9. Dezember 1988                  | 18. Januar 1991                   | Kohl III                          |
| Bundesministerin für Familie und Senioren                          |                                   |                                   |                                   |                                   |                                   |                                   |
| 11                                                                 | Hannelore Rönsch                  | * 1942                            | CDU                               | 18. Januar 1991                   | 17. November 1994                 | Kohl IV                           |
| Bundesministerin für Frauen und Jugend                             |                                   |                                   |                                   |                                   |                                   |                                   |
| 11                                                                 | Angela Merkel                     | * 1954                            | CDU                               | 18. Januar 1991                   | 17. November 1994                 | Kohl IV                           |
| Bundesministerin für Familie, Senioren, Frauen und Jugend          |                                   |                                   |                                   |                                   |                                   |                                   |
| 12                                                                 | Claudia Nolte                     | * 1966                            | CDU                               | 17. November 1994                 | 26. Oktober 1998                  | Kohl V                            |
| 13                                                                 | Christine Bergmann                | * 1939                            | SPD                               | 27. Oktober 1998                  | 22. Oktober 2002                  | Schröder I                        |
| 14                                                                 | Renate Schmidt                    | * 1943                            | SPD                               | 22. Oktober 2002                  | 22. November 2005                 | Schröder II                       |
| 15                                                                 | Ursula von der Leyen              | * 1958                            | CDU                               | 22. November 2005                 | 30. November 2009                 | Merkel I, II                      |
| 16                                                                 | Kristina Schröder                 | * 1977                            | CDU                               | 30. November 2009                 | 17. Dezember 2013                 | Merkel II                         |
| 17                                                                 | Manuela Schwesig                  | * 1974                            | SPD                               | 17. Dezember 2013                 | 2. Juni 2017                      | Merkel III                        |
| 18                                                                 | Katarina Barley                   | * 1968                            | SPD                               | 2. Juni 2017                      | 14. März 2018                     | Merkel III                        |
| 19                                                                 | Franziska Giffey                  | * 1978                            | SPD                               | 14. März 2018                     | 20. Mai 2021                      | Merkel IV                         |
| 20                                                                 | Christine Lambrecht               | * 1965                            | SPD                               | 20. Mai 2021                      | 8. Dezember 2021                  | Merkel IV                         |
| 21                                                                 | Anne Spiegel                      | * 1980                            | Grüne                             | 8. Dezember 2021                  | 25. April 2022                    | Scholz                            |
| 22                                                                 | Lisa Paus                         | * 1968                            | Grüne                             | 25. April 2022                    | 6. Mai 2025                       | Scholz                            |
| Bundesministerin für Bildung, Familie, Senioren, Frauen und Jugend |                                   |                                   |                                   |                                   |                                   |                                   |
| 23                                                                 | Karin Prien                       | * 1965                            | CDU                               | 6. Mai 2025                       | amtierend                         | Merz                              |

### Franz-Josef Wuermeling (1953–1962)
1953 wurde die Familienpolitik unter der Regierung Konrad Adenauers in den Rang eines Bundesministeriums gehoben. Franz-Josef Wuermeling (CDU) war der erste Bundesminister für Familienfragen und war bis 1962 im Amt. Wuermeling wurde für seinen Wuermeling-Pass bekannt, der Zugfahrten für Kinder und Jugendliche aus kinderreichen Familien zum halben Preis ermöglichte.
1952 setzte das Bundesministerium mit dem Mutterschutzgesetz erstmals eine einheitliche Schutzfrist für berufstätige werdende Mütter von je sechs Wochen vor und nach der Geburt fest. 1955 wurde mit dem Kindergeldgesetz erstmals ein Kindergeld in Höhe von 25 DM ab dem dritten Kind vorgesehen.
1949 sah der Familienlastenausgleich ursprünglich nur eine Förderung für Familien durch steuerliche Kinderfreibeträge von anfangs 600 DM vor. Von den Steuerfreibeträgen profitierten nur Familien mit höherem Einkommen. Ein Fortschritt für die Familien war die Einführung eines Kindergeldes zunächst ab dem dritten und ab 1961 auch für das zweite Kind sowie die schrittweise Erhöhung der Steuerfreibeträge in der Zeit von 1949 bis 1961 auf 1.200 DM.
In den 1950er Jahren dominierte in der Bundesrepublik Deutschland das Modell der Vorsorgeehe. Das Bürgerliche Gesetzbuch schrieb vor, dass die Ehefrau automatisch den Namen ihres Mannes annahm und dass jegliche Vertretung des Kindes dem Mann vorbehalten war. Außerdem konnte der Mann die berufliche Stellung seiner Frau kündigen. Hier widersprach das Bürgerliche Gesetzbuch dem Grundgesetz für die Bundesrepublik Deutschland (GG), welches seit 1949 vorschreibt, dass Männer und Frauen gleichberechtigt sind.

Arbeitende Frauen waren ständig der Kritik ausgesetzt. Auch Bundesminister Franz-Josef Wuermeling sagte: „Eine Mutter daheim ersetzt vielfach Autos, Musiktruhen und Auslandsreisen.“

### Bruno Heck (1962–1968)
Bruno Heck (CDU) war von 1962 bis 1968 Bundesfamilienminister und hat seinen Schwerpunkt auf die Jugendpolitik und den Aufbau des Deutsch-Französischen Jugendwerkes gelegt. Leise Kritik am Rollenmodell der Frauen in der Familie wurde im Ersten Familienbericht (1968) laut. Heck hat sich für das Dreiphasenmodell im Leben der Frau ausgesprochen: Berufstätigkeit bis zur Geburt des ersten Kindes, Familienphase und Rückkehr zur Erwerbsarbeit. Dadurch wurden mehr und mehr Mütter berufstätig. Die Diskussion um Rabenmütter und Schlüsselkinder kündigte den sich anbahnenden Rollenwandel der Frauen in den Familien an. Auch in der großen Koalition (ab 1966) blieb Heck in seinem Amt, allerdings trat er 1968 zur Vorbereitung der Bundestagswahl zurück, um sich ganz seinen Aufgaben als CDU-Generalsekretär zu widmen.

### Aenne Brauksiepe (1968–1969)
Aenne Brauksiepe (CDU) war die erste Frau in dieser Position. Sie übernahm das Amt für ein Jahr, bevor die sozialliberale Koalition aus SPD und FDP gebildet wurde. Brauksiepe engagierte sich in ihrer kurzen Amtszeit für Teilzeitarbeit für Frauen und Ganztagsschulen.

### Käte Strobel (1969–1972)
Käte Strobel (SPD) war von Ende 1969 bis 1972 Bundesministerin. Sie zog die Gültigkeit der tradierten Rollenbilder für beide Geschlechter in Zweifel. Strobel setzte sich für ein modernes Rollenbild der Frau und für das Recht auf persönliche und berufliche Entfaltung von Ehefrauen ein und nannte die Emanzipation der einzelnen als Ziel ihrer Familienpolitik.
Die erste sozialdemokratische Bundesfamilienministerin setzte sich durch einen Modellversuch für Tagesmütter der Kritik aus. Anfang der 1970er Jahre waren zwar mehr 35 % der Mütter mit Kindern unter 18 Jahren berufstätig, aber es hatte für viele Konservative immer noch den Beigeschmack von Verwahrlosung, wenn auch eine Mutter die Kinder von berufstätigen Müttern mitbetreute.

### Katharina Focke (1972–1976)
Die Journalistin Katharina Focke (SPD) war von 1972 bis 1976 Bundesfamilienministerin. Zuvor engagierte sie sich als Parlamentarische Staatssekretärin im Bundeskanzleramt für die Rechte der Frau. 1976 wurde das ganze Familienrecht komplett reformiert. Nun waren Mann und Frau in der Familie gleichberechtigt. Ebenfalls neu war nun auch das Namensrecht: Bei der Ehe konnten Mann und Frau einen der beiden Namen frei wählen. Gleichzeitig wurde auch die Schwelle gesenkt, ab der der Staat in die Familie zu Gunsten der Kinder eingreifen durfte. Aus der väterlichen Gewalt wurde nun die elterliche Fürsorge und entwürdigende Erziehungsmittel wurden verboten. Familiengerichte wurden nun geschaffen. Vor allem für Frauen hatte die Reform des Scheidungsrechts 1977 weitreichende Veränderung: An die Stelle der Schuldfrage trat nun das Zerrüttungsprinzip. Die in der Ehe erworbenen Rentenanwartschaften werden seitdem im Versorgungsausgleich geteilt. 1975 wurde das Kindergeld auch für das erste Kind in Höhe von 50 DM eingeführt. Familien wurden unterstützt mit neuen Freibeträgen für schulpflichtige, in Ausbildung befindliche oder studierende Kinder.

### Antje Huber (1976–1982)
Antje Huber (SPD) vollendete Fockes Arbeit und führte das Bundesministerium von 1976 bis 1982. 1979 führte sie das Gesetz zum Mutterschaftsurlaub von sechsmonatiger Dauer mit Arbeitsplatzpolitik und Kündigungsschutz ein. Seit 1980 wird durch den Staat denjenigen Eltern ein Unterhaltsvorschuss für ihre Kinder gewährt, deren Unterhaltszahlung durch den Verpflichteten Elternteil ausbleiben. Die Wirtschaftskrise am Anfang der 1980er Jahre führte zu Einsparungen; aus diesem Grunde wurde das Kindergeld um rund 10 DM gekürzt. Da Huber dies nicht mittragen wollte, trat sie nach sechsjähriger Amtszeit Anfang 1982 zurück.

### Anke Fuchs (1982)
Für ein halbes Jahr wurde Anke Fuchs (SPD) Nachfolgerin, bis es Anfang Oktober zu einem Regierungswechsel kam. Zuvor war sie verbeamtete Staatssekretärin im Bundesministerium gewesen. Als Bundesfamilienministerin hatte sie nur wenig Zeit, sich einen Namen zu machen. Sie profilierte sich unter anderem später als Vizepräsidentin des Deutschen Bundestages.

### Heiner Geißler (1982–1985)
Heiner Geißler (CDU) war von 1982 bis 1985 im Amt und veränderte den Familienlastenausgleich grundlegend, indem der steuerliche Kinderfreibetrag 1983 wieder eingeführt wurde. Das einheitliche Kindergeldsystem wurde durch ein duales System aus Kindergeld und Kinderfreibetrag abgelöst. Außerdem wurde in seiner Amtszeit die Stiftung „Mutter und Kind“ gegründet und die Möglichkeit des Erziehungsurlaubs geschaffen. Nach dem 1986 in Kraft gesetzten Bundeserziehungsgeldgesetz konnten auch berufstätige Mütter oder auch Väter nach der Geburt ihres Kindes zunächst zehn Monate (ab 1993 auch drei Jahre) pausieren, ohne ihren Arbeitsplatz zu verlieren. Außerdem hatten sie erstmals einen Anspruch auf ein einkommensabhängiges Erziehungsgeld des Bundes von 600 DM.

### Rita Süssmuth (1985–1988)
Rita Süssmuth (CDU) leitete das Bundesministerium von 1985 bis 1988. Unter ihr wurde das Ministerium um die Frauenpolitik erweitert. Sie setzte sich besonders für Frauen in ihrer Funktion als Bundesministerin für Jugend, Familie, Frauen und Gesundheit ein. Sie selbst war Hochschullehrerin und Mutter. Sie warb für die bessere Vereinbarkeit von Familie mit anderen Lebensbereichen für beide Partner. Auch wenn Süssmuth die Attraktivität der Familie erhöhen wollte, sollte sich ihre Familienpolitik nicht nur auf Verheiratete beschränken.
Während ihrer Amtszeit wurden erstmals drei Jahre für Kindererziehungszeiten von Müttern und Vätern in der gesetzlichen Rentenversicherung anerkannt, die in der Rentenanwartschaft mit dem Durchschnittsverdienst der Bundesbürger bemessen wurde.

### Ursula Lehr (1988–1991)
Ursula Lehr war von 1988 bis 1991 Bundesministerin für Jugend, Familie, Frauen und Gesundheit. Vor allem der Bereich der Seniorenpolitik wurde von der Psychologieprofessorin mit dem Schwerpunkt der Alternsforschung ausgebaut. 1989 geriet sie in harte Kontroversen mit ihrer CDU/CSU-Bundestagsfraktion, als sie eine Kinderbetreuung für unter Dreijährige forderte und vorschlug, sogenannte Krabbelstuben zu eröffnen. Sie argumentierte vor dem Hintergrund der Zunahme von Einzelkindern, dass Kinder andere Kinder zum Aufwachsen bräuchten.

### Hannelore Rönsch (1991–1994)
Das Bundesministerium wurde nach der ersten gesamtdeutschen Bundestagswahl 1990 Anfang 1991 geteilt. Hannelore Rönsch (CDU) übernahm das Bundesministerium für Familie und Senioren von 1991 bis 1994. Gerda Hasselfeldt übernahm das Bundesministerium für Gesundheit und Angela Merkel übernahm das Bundesministerium für Frauen und Jugend. 1992 wurde das Kindergeld für das erste Kind auf 70 DM und der steuerliche Kinderfreibetrag pro Kind auf 4.104 DM angehoben. Außerdem billigte die Gemeinsame Verfassungskommission am 27. Mai 1993 nach langer Debatte eine neue Formulierung von Art. 3 Abs. 2 GG, die in das Grundgesetz übernommen wurde: „Alle Männer und Frauen sind gleichberechtigt. Der Staat fördert die tatsächliche Durchsetzung der Gleichberechtigung von Frauen und Männern und wirkt auf die Beseitigung bestehender Nachteile hin“.
Nach der ersten gesamtdeutschen Bundestagswahl musste überdies ein einheitliches Gesetz zum Schwangerschaftsabbruch geschaffen werden. Im Juni 1995 fand sich ein Kompromiss unter grundsätzlichem Festhalten an der Strafbarkeit des Schwangerschaftsabbruchs bei gleichzeitiger Festlegung von Regelungen für den Ausnahmefall.

### Angela Merkel (1991–1994)
Die Amtszeit von Angela Merkel als Bundesministerin für Frauen und Jugend zeichnete sich vor allem durch Neuanfänge und Reformen aus, die sich aus der Wiedervereinigung ergaben. Sie engagierte sich dafür, dass Frauen und Jugendliche an der Gestaltung des Einigungsprozesses teilhaben konnten und förderte die Entstehung entsprechender Verbandsstrukturen in den neuen Bundesländern. Im Bereich der Kinder- und Jugendhilfe lagen ihr der Aufbau der Jugendarbeit in Ostdeutschland und die Förderung freier Jugendverbands- und Jugendhilfestrukturen, die Bekämpfung rechtsextrem motivierter Jugendgewalt sowie die Durchsetzung eines Rechtsanspruch auf einen Kindergartenplatz am Herzen. Ein wichtiger Impuls für die deutsch-polnische Verständigung wurde durch die Gründung des Deutsch-Polnischen Jugendwerkes im Juni 1991 gegeben.
Die Verabschiedung des Gleichstellungsgesetzes und die Ergänzung von Art. 3 Abs. 2 GG waren die wichtigsten frauenpolitischen Vorhaben während der Amtszeit von Angela Merkel. Die im Gleichberechtigungsgesetz verankerten Maßnahmen reichten von der Frauenförderung in der Bundesverwaltung über das erste Beschäftigtenschutzgesetz bis hin zur Besetzung öffentlicher Gremien durch Frauen und Männer. Das erfolgreiche Ringen um eine konsensfähige einheitliche Neuregelung des § 218 StGB, wie sie im Einigungsvertrag gefordert war, zählte auch zu Angela Merkels großen Errungenschaften. Ebenso setzte sie die anteilsmäßige Berücksichtigung von Frauen bei Arbeitsförderungsmaßnahmen durch.

### Claudia Nolte (1994–1998)
1994 wurden zwei Bundesministerien zusammengelegt. Bundesministerin im neu geschaffenen Bundesministerium für Familie, Senioren, Frauen und Jugend wurde Claudia Nolte (CDU). In ihrer Amtszeit wurde die finanzielle Unterstützung von Familien auf andere Grundlagen gestellt: Statt eines dualen Familienlastenausgleichs kommt für Familien nun die für sie jeweils günstigere Lösung zum Tragen. 1996 wurde das Kindergeld für das erste und zweite Kind auf 200 DM, für das dritte und weitere Kinder auf 320 DM angehoben; der steuerliche Kinderfreibetrag stieg auf 6.264 DM pro Kind. Das Recht der Frau in der Ehe wurde gestärkt. Seit 1997 ist Vergewaltigung in der Ehe strafbar. Die Reform des Kindschaftsrechts im Jahr 1998 führte ein gemeinsames Elternrecht für verheiratete, geschiedene und unverheiratete Eltern ein. Seitdem ist die gemeinsame Sorge für das Kind für verheiratete und geschiedene Eltern der Regelfall und für unverheiratete Eltern kann die gemeinsame Sorge durch Sorgeerklärung vereinbart werden.

### Christine Bergmann (1998–2002)
Nach dem Regierungswechsel 1998 wurde die Berliner Arbeitssenatorin Christine Bergmann (SPD) Bundesministerin. Sie machte sich zum Ziel, die Vereinbarkeit von Familie und Beruf sowie die materielle Situation von Familien zu verbessern. Das Kindergeld stieg in drei Stufen um rund 40 Euro auf 154 Euro für die ersten drei Kinder. Ein neuer Freibetrag für Erziehung, Betreuung und Ausbildung von 2.160 Euro pro Kind wurde eingeführt. Aus dem Erziehungsurlaub wurde die Elternzeit, die beide Elternteile gleichzeitig nehmen und dabei bis zu 30 Wochenstunden pro Person arbeiten können. Das Recht von Kindern auf eine gewaltfreie Erziehung wurde gesetzlich verankert. Eine deutlich bessere Berücksichtigung von Kindererziehungszeiten wurde in der gesetzlichen Rentenversicherung umgesetzt.

### Renate Schmidt (2002–2005)
Renate Schmidt (SPD) hat in ihrer Amtszeit von 2002 bis 2005 das Konzept einer nachhaltigen Familienpolitik zu ihrem Markenzeichen gemacht. „Deutschland braucht mehr Kinder“ war ihr Grundsatz, aus dem sie einen aufeinander abgestimmten Mix aus Zeitpolitik, Infrastrukturförderung und monetärer Unterstützung ableitete. Infrastruktur ausbauen: Das von Renate Schmidt initiierte Tagesbetreuungsgesetz, das Anfang 2005 in Kraft getreten ist, soll sicherstellen, dass bis zum Jahr 2010 in Deutschland 230.000 Plätze mehr für unter dreijährige Kinder in Kindertageseinrichtungen oder bei Tagesmüttern und -vätern entstehen. Das Gesetz beschreibt erstmals Standards für die Qualität der Betreuung in Einrichtungen und in der Tagespflege. Familienfreundliche Gesellschaft und Arbeitswelt fördern: Renate Schmidt ist es während ihrer Amtszeit gelungen, eine breite Allianz für die Familie mit namhaften Persönlichkeiten aus der Wirtschaft, den Unternehmen, Gewerkschaften und der Wissenschaft zu schmieden. In der bundesweiten Initiative Lokale Bündnisse für die Familie engagieren sich seit Anfang 2004 Politik und Unternehmen, Verbände und Gewerkschaften, Kirchen und soziale Einrichtungen für mehr Familienfreundlichkeit in Städten und Gemeinden. Gezielte finanzielle Leistungen neu ausrichten: Beim Ausbau der finanziellen Leistungen setzte Schmidt auf gezielte Maßnahmen, bei denen vor allem Familien in prekären Einkommensverhältnissen, Alleinerziehende und kinderreiche Familien im Zentrum stehen. Der Kinderzuschlag unterstützt seit 2005 gering verdienende Eltern. Seit Anfang 2004 sichert ein neuer steuerlicher Freibetrag eine dauerhafte Entlastung für Alleinerziehende. Er ersetzt den vom BVerfG widersprochenen Haushaltsfreibetrag.

### Ursula von der Leyen (2005–2009)
In der Amtszeit von Ursula von der Leyen (CDU) wurde mit dem Bundeselterngeld- und Elternzeitgesetz ein Elterngeld für Eltern geschaffen, die in den ersten Lebensmonaten ihres Kindes auf die Ausübung ihres Berufs verzichten, um sich dem Kind widmen zu können; zugleich wurde das Erziehungsgeld damit abgelöst.

### Kristina Schröder (2009–2013)
Kristina Schröder (CDU) wurde am 30. November 2009 zur Bundesministerin für Familie, Senioren, Frauen und Jugend ernannt. Sie rückte nach, nachdem ihre Vorgängerin Ursula von der Leyen nach dem Rücktritt von Franz Josef Jung als Ministerin ins Bundesministerium für Arbeit und Soziales gewechselt war. In ihrer Amtszeit wurde die Extremismusklausel eingeführt.

### Manuela Schwesig (2013–2017)
Nach der Bundestagswahl 2013 schlossen CDU und SPD (wie schon 2005–2009) eine große Koalition. Im Kabinett Merkel III war Manuela Schwesig (* 1974) ab dem 17. Dezember 2013 neue Bundesministerin für dieses Ressort. Durch den krankheitsbedingten Rücktritt des Ministerpräsidenten von Mecklenburg-Vorpommern, Erwin Sellering, und den Wechsel nach Schwerin trat Schwesig am 2. Juni 2017 von ihrem Amt zurück.

### Katarina Barley (2017–2018)
Nach dem Ausscheiden von Manuela Schwesig wurde die bisherige SPD-Generalsekretärin Katarina Barley (* 1968) zur Bundesministerin berufen. Im Kabinett Merkel IV wechselte sie ins Justizministerium.

### Franziska Giffey (2018–2021)
Nach dem Wechsel von Katarina Barley ins Justizministerium wurde Franziska Giffey, bisher Bezirksbürgermeisterin in Berlin-Neukölln, zur neuen Bundesministerin ernannt.
Am 19. Mai 2021 reichte sie wegen anhaltender Plagiatsvorwürfe gegenüber ihrer Doktorarbeit den Rücktritt vom Ministeramt ein. Sie wurde am 20. Mai 2021 vom Bundespräsidenten entlassen.

### Christine Lambrecht (2021)
Nach dem Rücktritt von Franziska Giffey ernannte der Bundespräsident die Bundesjustizministerin Christine Lambrecht am 20. Mai 2021, vier Monate vor der nächsten Bundestagswahl, auf Vorschlag der Bundeskanzlerin zusätzlich zur Familienministerin.

### Anne Spiegel (2021–2022)
Nach der Bundestagswahl 2021 schlossen sich SPD, Grüne und FDP zu einer Ampelkoalition zusammen. In dieser Koalition wurde nach dem Wechsel von Christine Lambrecht ins Verteidigungsministerium Anne Spiegel, ehemalige Familienministerin in Rheinland-Pfalz, zur neuen Bundesministerin für Familie im Kabinett Scholz ernannt. Spiegel erklärte am 11. April 2022 infolge von Kritik an ihrer Amtsführung als Umweltministerin des Landes Rheinland-Pfalz während der Flutkatastrophe im Ahrtal ihren Rücktritt. Sie amtierte, bis ihre designierte Nachfolgerin Lisa Paus ernannt wurde.

### Lisa Paus (2022–2025)
Nach dem Rücktritt von Anne Spiegel ernannte der Bundespräsident die Bundestagsabgeordnete Lisa Paus am 25. April 2022 auf Vorschlag des Bundeskanzlers zur Familienministerin.

### Karin Prien (seit 2025)
Seit Mai 2025 ist Karin Prien Bildungs- und Familienministerin im Kabinett Merz.

## Parlamentarische Staatssekretäre
- 1969–1974: Heinz Westphal (SPD)
- 1974–1982: Fred Zander (SPD)
- 1982: Claus Grobecker (SPD)
- 1982–1987: Irmgard Karwatzki (CDU)
- 1987–1991: Anton Pfeifer (CDU)
- 1991–1992: Peter Hintze (CDU)
- 1992–1994: Cornelia Yzer (CDU)
- 1991–1994: Roswitha Verhülsdonk (CDU)
- 1994–1998: Gertrud Dempwolf (CDU)
- 1998–2002: Edith Niehuis (SPD)
- 2002–2005: Marieluise Beck (Grüne)
- 2002–2005: Christel Riemann-Hanewinckel (SPD)
- 2005–2013: Hermann Kues (CDU)
- 2013–2018: Elke Ferner (SPD)
- 2013–2021: Caren Marks (SPD)
- 2018–2021: Stefan Zierke (SPD)
- 2021–2025: Ekin Deligöz (Grüne)
- 2021–2025: Sven Lehmann (Grüne)
- seit 2025: Mareike Wulf (CDU)
- seit 2025: Michael Brand (CDU)

## Beamtete Staatssekretäre
- 1957–1959: Gabriele Wülker
- 1963–1969: Heinrich Barth (CDU)
- 1969–1973: Ludwig von Manger-Koenig (SPD)
- 1973–1980: Hans-Georg Wolters (SPD)
- 1980–1982: Georges Michael Fülgraff
- 1982–1991: Werner Chory (CDU)
- 1991–1994: Willi Hausmann (CDU)
- 1991–1994: Albrecht Hasinger (CDU)
- 1994: Heribert Scharrenbroich (CDU)
- 1994–1998: Willi Hausmann (CDU)
- 1994–1995: Heribert Scharrenbroich (CDU)
- 1998–2002: Peter Haupt
- 2002–2005: Peter Ruhenstroth-Bauer (SPD)
- 2005–2009: Gerd Hoofe
- 2009–2012: Josef Hecken (CDU)
- 2012–2014: Lutz Stroppe (CDU)
- 2014–2018: Ralf Kleindiek (SPD)
- 2018–2021: Juliane Seifert (SPD)
- 2021–2024: Margit Gottstein (Grüne)
- 2024–2025: Anja Stahmann (Grüne)
- seit 2025: Petra Bahr (CDU)
- seit 2025: Ingo Behnel